# 娜杰日达·马克罗古佐娃
娜杰日达·阿列克谢耶芙娜·马克罗古佐娃（俄语：Надежда Алексеевна Макрогузова，1997年4月2日—）生于布拉茨克，是一名俄罗斯女子沙滩排球运动员，曾就读于库班国立体育、文化和旅游大学。她的父亲大学时曾从事排球运动，退役后担任教练，她也受父亲的影响在八岁时开始练习室内排球。十二岁时，她受一家俱乐部的邀请，开始改练沙滩排球。她的姐姐Ekaterina同样也是沙滩排球选手。